# Tygodnik Nowiny
Tygodnik „Nowiny” – polskojęzyczna gazeta ukazująca się w Szwecji w latach 1981–1997, jako polska wersja językowa szwedzkiej gazety informacyjnej "Invandrartidningen". Wydawcą był Szwedzki Urząd Imigracyjny. Do roku 1991 tygodnik prowadził Mieczysław Kowalik, a od roku 1991 do 1997 Krzysztof Mazowski.
Z Tygodnikiem Nowiny współpracował m.in. Andrzej Koraszewski i Grzegorz Gauden.